# Jessica Watkins
Jessica Andrea Watkins (* 14. Mai 1988 in Gaithersburg, Maryland) ist eine US-amerikanische Geologin und NASA-Astronautin. Sie startete am 27. April 2022 an Bord des Flugs SpaceX Crew-4 zur Internationalen Raumstation ISS und hat dort als erste schwarze Frau einen mehrmonatigen Aufenthalt absolviert.

## Jugend und akademische Karriere
Watkins kam am 14. Mai 1988 als Tochter von Michael und Carolyn Watkins in Gaithersburg im US-Bundesstaat Maryland zur Welt. Sie wuchs in Lafayette, Colorado, auf. Als junges Mädchen fasste sie nach einem Förderprogramm an der Sally Ride Elementary School den Beschluss, beruflich die Geologie fremder Planeten zu untersuchen. Sie machte ihren Schulabschluss an der Fairview High School in Boulder und erwarb einen Bachelor in Geologie und Umweltwissenschaften an der kalifornischen Stanford University. Sie promovierte im Fach Geologie an der University of California, Los Angeles.
Während ihrer Studienzeit absolvierte sie Praktika am Ames Research Center und am Jet Propulsion Laboratory. Am Ames Research Center arbeitete sie an der Untersuchung von künstlichem Marsgestein, um die Phoenix-Landemission zu unterstützen.
2009 und 2011 war sie an analogen NASA-Missionen zur Mars-Wüstenforschung beteiligt.
Watkins war als Postdoc-Stipendiatin in der Abteilung für geologische und planetarische Wissenschaften am California Institute of Technology in Pasadena tätig. Dort arbeitete sie als Teil des wissenschaftlichen Teams am Mars-Rover Curiosity. Ihre Arbeit umfasste das Planen der Aktivitäten des Rovers, das Untersuchen der Eigenschaften von Mars-Gestein mithilfe von Bohrern und das Erforschen der geologischen Geschichte des Gale Kraters.

## Raumfahrt

### Auswahl und Ausbildung
Am 7. Juni 2017 wurde Jessica Watkins für die NASA-Gruppe 22 ausgewählt, um das zweijährige Astronautenanwärter-Trainingsprogramm am Lyndon B. Johnson Space Center zu absolvieren. In die Gruppe 22 mit dem Spitznamen „Turtles“, (englisch „Schildkröten“) wurden ursprünglich zwölf NASA-Astronauten und zwei Astronauten der Kanadischen Raumfahrtagentur (CSA) aufgenommen, wobei ein US-amerikanischer Anwärter die Gruppe früher verließ. Jessica Watkins schloss die Ausbildung im Januar 2020 erfolgreich ab. Im Dezember 2020 wurde sie als Kandidatin für Mondflüge im Rahmen des Artemis-Programms ausgewählt.
Im Jahr 2019 war Watkins Besatzungsmitglied der NASA-Mission NEEMO 23, die unter Wasser Weltraum-Bedingungen simulierte.

### SpaceX Crew-4 – ISS-Expedition 67
Am 16. November 2021 gab die NASA bekannt, dass Watkins als viertes Besatzungsmitglied an Bord des Flugs SpaceX Crew-4 zur Internationalen Raumstation ISS fliegen wird. Damit wird sie als erste schwarze Frau einen mehrmonatigen Aufenthalt im Weltraum absolvieren. Der Start erfolgte am 27. April 2022. Die erfolgreiche Rückkehr der Raumfähre "Freedom" am 14. Oktober 2022 markierte das Ende der Mission.

## Privates
Zu Jessica Watkins Hobbys zählen Rugby, Basketball, Fußball, Skifahren, die Tätigkeit als Trainerin, sowie Filme und Schreiben. Während ihres Studiums spielte sie Rugby und wurde mit dem Team der Stanford University amerikanische Meisterin. Außerdem erreichte sie als Teil der US-Nationalmannschaft das Halbfinale der Siebener-Rugby-Weltmeisterschaft 2009.

## Veröffentlichungen
Jessica Watkins: Tectonic and Aqueous Processes in the Formation of Mass-wasting Features on Mars and Earth. In: escholarship.org. UCLA, 2015, abgerufen am 28. März 2022 (amerikanisches Englisch, Dissertation über tektonische und aquatische Prozesse auf dem Mars und auf der Erde).